# Nastro d'argento alla migliore attrice non protagonista
Il Nastro d'argento alla migliore attrice non protagonista è un riconoscimento cinematografico italiano assegnato annualmente dal Sindacato nazionale giornalisti cinematografici italiani a partire dal 1946.
Le attrici che hanno ricevuto questo premio il maggior numero di volte (quattro) sono Virna Lisi e Stefania Sandrelli.

## Albo d'oro
Le vincitrici sono indicate in grassetto, a seguire le altre candidate.

### Anni 1946-1949
- 1946: Anna Magnani - Roma città aperta
- 1947: Ave Ninchi - Vivere in pace
- 1948: Vivi Gioi - Caccia tragica
- 1949: Giulietta Masina - Senza pietà

### Anni 1950-1959
- 1950: non assegnato
- 1951: Giulietta Masina - Luci del varietà
- 1952: non assegnato
- 1953: non assegnato
- 1954: Elisa Cegani - Tempi nostri
- 1955: Tina Pica - Pane, amore e gelosia
- 1956: Valentina Cortese - Le amiche
- 1957: Marisa Merlini - Tempo di villeggiatura
- 1958: Franca Marzi - Le notti di Cabiria
- 1959: Dorian Gray - Mogli pericolose

### Anni 1960-1969
- 1960: Cristina Gaioni - Nella città l'inferno
- 1961: Didi Perego - Kapò
- 1962: Monica Vitti - La notte
- 1963: Regina Bianchi - Le quattro giornate di Napoli
- 1964: Sandra Milo - 8½
- 1965: Tecla Scarano - Matrimonio all'italiana
- 1966: Sandra Milo - Giulietta degli spiriti
- 1967: Olga Villi - Signore & signori
- 1968: Maria Grazia Buccella - Ti ho sposato per allegria
  - Daniela Surina - La Cina è vicina
- 1969: Pupella Maggio - Il medico della mutua
  - Valentina Cortese - Scusi, facciamo l'amore?
  - Laura Betti - Teorema

### Anni 1970-1979
- 1970: non assegnato
  - Elsa Martinelli - L'amica
  - Lucia Bosè - Satyricon
- 1971: Francesca Romana Coluzzi - Venga a prendere il caffè... da noi
  - Lucia Bosè - Metello
  - Rossana Di Lorenzo - Le coppie
- 1972: Marina Berti - La Califfa ex aequo Silvana Mangano - Morte a Venezia
  - Paola Borboni - Per grazia ricevuta
- 1973: Lea Massari - La prima notte di quiete
- 1974: Adriana Asti - Una breve vacanza
  - Pupella Maggio - Amarcord
  - Silvana Mangano - Ludwig
- 1975: Giovanna Ralli - C'eravamo tanto amati
  - Laura Betti - Fatti di gente perbene
  - Rina Morelli - Fatti di gente perbene
- 1976: Maria Teresa Albani - Per le antiche scale
  - Milena Vukotic - Amici miei
  - Anna Mazzamauro - Fantozzi
  - Anna Proclemer - Cadaveri eccellenti
- 1977: Adriana Asti - L'eredità Ferramonti
  - Laura Betti - Novecento
  - Alida Valli - Novecento
- 1978: Virna Lisi - Al di là del bene e del male
- 1979: Lea Massari - Cristo si è fermato a Eboli

### Anni 1980-1989
- 1980: Stefania Sandrelli - La terrazza
- 1981: Ida Di Benedetto - Fontamara
  - Maddalena Crippa - Tre fratelli
  - Elena Fabrizi - Bianco, rosso e Verdone
- 1982: Claudia Cardinale - La pelle
- 1983: Virna Lisi - Sapore di mare
  - Laura Betti - Il mondo nuovo
  - Lina Polito - Scusate il ritardo
- 1984: Monica Scattini - Lontano da dove
  - Tiziana Pini - Una gita scolastica
- 1985: Marina Confalone - Così parlò Bellavista
- 1986: Isa Danieli - Un complicato intrigo di donne, vicoli e delitti
  - Barbara De Rossi - Mamma Ebe
  - Athina Cenci - Speriamo che sia femmina
- 1987: Ottavia Piccolo - La famiglia
  - Valentina Cortese - Via Montenapoleone
  - Lina Sastri - L'inchiesta
- 1988: Elena Sofia Ricci - Io e mia sorella
  - Silvana Mangano - Oci ciornie
  - Lina Sastri - La posta in gioco
- 1989: Stefania Sandrelli - Mignon è partita
  - Nicoletta Braschi - Il piccolo diavolo
  - Delia Boccardo - Cavalli si nasce
  - Valeria Golino - Rain Man - L'uomo della pioggia

### Anni 1990-1999
- 1990: Nancy Brilli - Piccoli equivoci
- 1991: Zoe Incrocci - Verso sera
  - Nathalie Guetta - I divertimenti della vita privata
  - Giovanna Ralli - Verso sera
  - Elisabetta Pozzi - Maggio musicale
  - Milena Vukotic - Fantozzi alla riscossa
- 1992: Ilaria Occhini - Benvenuti in casa Gori
  - Chiara Caselli - La domenica specialmente
  - Athina Cenci - Benvenuti in casa Gori
  - Nuccia Fumo - Pensavo fosse amore... invece era un calesse
  - María Mercader - La casa del sorriso
- 1993: Paola Quattrini - Fratelli e sorelle
  - Chiara Caselli - Sabato italiano
  - Isa Danieli - Io speriamo che me la cavo
  - Monica Scattini - Un'altra vita
  - Tutto il cast (Amanda Sandrelli, Giuliana De Sio,[1] Nadia Rinaldi, Sabrina Ferilli e Serena Grandi) - Centro storico - Donne sottotetto
- 1994: Milena Vukotic - Fantozzi in paradiso
  - Asia Argento - Condannato a nozze
  - Marina Confalone - Arriva la bufera
  - Cristina Donadio - Libera
  - Anna Mazzamauro - Fantozzi in paradiso
- 1995: Virna Lisi - La Regina Margot (La Reine Margot)[2]
  - Chiara Caselli - OcchioPinocchio
  - Alessia Fugardi - Con gli occhi chiusi
  - Giovanna Ralli - Tutti gli anni una volta l'anno
  - Giuliana De Sio - La vera vita di Antonio H.
- 1996: Regina Bianchi - Camerieri
  - Nicoletta Braschi - Pasolini, un delitto italiano
  - Silvia Cohen - Strane storie - Racconti di fine secolo
  - Angela Luce - L'amore molesto
  - Carlotta Natoli - L'estate di Bobby Charlton
- 1997: Lucia Poli - Albergo Roma
  - Barbara Enrichi - Il ciclone
  - Alessia Fugardi - La lupa
  - Chiara Noschese - Bruno aspetta in macchina
  - Galatea Ranzi - Va' dove ti porta il cuore
- 1998: Tutto il cast - Tano da morire
  - Nicoletta Braschi - Ovosodo
  - Eva Grieco - Marianna Ucrìa
  - Amanda Sandrelli - Nirvana
  - Claudia Pandolfi - La frontiera
- 1999: Stefania Sandrelli - La cena
  - Marina Confalone - La parola amore esiste
  - Cecilia Dazzi - Matrimoni
  - Lunetta Savino - Matrimoni
  - Lola Pagnani - Polvere di Napoli

### Anni 2000-2009
- 2000: Marina Massironi - Pane e tulipani
  - Antonella Attili - Prima del tramonto
  - Rosalinda Celentano - Il dolce rumore della vita
  - Maya Sansa - La balia
  - Lunetta Savino - Liberate i pesci!
- 2001: Stefania Sandrelli - L'ultimo bacio
  - Sabrina Impacciatore - Concorrenza sleale e L'ultimo bacio
  - Ornella Muti - Domani
  - Lucia Sardo - I cento passi
  - Jasmine Trinca - La stanza del figlio
- 2002: Margherita Buy, Sandra Ceccarelli e Virna Lisi - Il più bel giorno della mia vita
  - Rosalinda Celentano - Paz!
  - Paola Cortellesi - Se fossi in te
  - Piera Degli Esposti - L'ora di religione
  - Iaia Forte - Tre mogli
- 2003: Monica Bellucci - Ricordati di me
  - Laura Betti - Il diario di Matilde Manzoni e La felicità non costa niente
  - Erika Blanc - Ilaria Alpi - Il più crudele dei giorni e Poco più di un anno fa - Diario di un pornodivo
  - Giovanna Ralli - Il pranzo della domenica
  - Teresa Saponangelo - Due amici
- 2004: Margherita Buy - Caterina va in città
  - Anna Maria Barbera - Il paradiso all'improvviso
  - Donatella Finocchiaro - Perdutoamor
  - Sabrina Impacciatore - Al cuore si comanda
  - Stefania Rocca - La vita come viene
- 2005: Giovanna Mezzogiorno - L'amore ritorna
  - Cristiana Capotondi - Christmas in Love e Volevo solo dormirle addosso
  - Monica Bellucci, Rosalinda Celentano e Claudia Gerini - La passione di Cristo (The Passion of the Christ)
  - Vincenza Modica - Vento di terra
  - Teresa Saponangelo - Te lo leggo negli occhi
- 2006: Angela Finocchiaro - La bestia nel cuore
  - Erika Blanc e Lisa Gastoni - Cuore sacro
  - Silvana De Santis - Tickets
  - Loretta Goggi - Gas
  - Angela Luce e Marisa Merlini - La seconda notte di nozze
- 2007: Ambra Angiolini - Saturno contro
  - Michela Cescon - L'aria salata
  - Isabella Ferrari - Arrivederci amore, ciao
  - Claudia Gerini - La sconosciuta e Viaggio segreto
  - Monica Bellucci, Sabrina Impacciatore e Francesca Inaudi - N (Io e Napoleone)
  - Francesca Neri - La cena per farli conoscere
- 2008: Sabrina Ferilli - Tutta la vita davanti
  - Anna Bonaiuto - La ragazza del lago e Bianco e nero
  - Anita Caprioli - Non pensarci
  - Marina Confalone, Lucia Ragni e Piera Degli Esposti - Tre donne morali
  - Angela Finocchiaro - Mio fratello è figlio unico e Amore, bugie & calcetto
- 2009: Francesca Neri - Il papà di Giovanna
  - Anna Bonaiuto - Il divo
  - Margherita Buy, Carolina Crescentini, Paola Cortellesi, Isabella Ferrari, Valeria Milillo, Marina Massironi, Claudia Pandolfi e Alba Rohrwacher - Due partite
  - Valentina Lodovini - Generazione 1000 euro e Il passato è una terra straniera
  - Carla Signoris - Ex

### Anni 2010-2019
- 2010: Isabella Ragonese - La nostra vita e Due vite per caso ex aequo Elena Sofia Ricci e Lunetta Savino[3] - Mine vaganti
  - Valeria Bruni Tedeschi - Baciami ancora
  - Luciana Littizzetto - Matrimoni e altri disastri
  - Claudia Pandolfi - La prima cosa bella e Cosmonauta
- 2011: Carolina Crescentini - Boris - Il film e 20 sigarette
  - Anita Caprioli e Pasqualina Scuncia - Corpo celeste
  - Anna Foglietta - Nessuno mi può giudicare
  - Marta Gastini - Il rito (The Rite)
  - Valentina Lodovini - Benvenuti al Sud
- 2012: Michela Cescon - Romanzo di una strage
  - Barbora Bobuľová - Scialla! (Stai sereno)
  - Alessandra Mastronardi - To Rome with Love
  - Paola Minaccioni - Magnifica presenza
  - Elisa Di Eusanio - Good As You - Tutti i colori dell'amore
- 2013: Sabrina Ferilli - La grande bellezza
  - Claudia Gerini - Il comandante e la cicogna e Una famiglia perfetta
  - Anna Foglietta - Colpi di fulmine
  - Eva Riccobono - Passione sinistra
  - Fabrizia Sacchi - Viaggio sola
- 2014: Paola Minaccioni - Allacciate le cinture
  - Cristiana Capotondi - La mafia uccide solo d'estate
  - Claudia Gerini - Maldamore e Tutta colpa di Freud
  - Giuliana Lojodice e Claudia Potenza - Una piccola impresa meridionale
  - Micaela Ramazzotti - Più buio di mezzanotte
- 2015: Micaela Ramazzotti - Il nome del figlio
  - Barbora Bobuľová - I nostri ragazzi e Anime nere
  - Valeria Bruni Tedeschi - Latin Lover
  - Giovanna Ralli - Un ragazzo d'oro
  - Carla Signoris - Le leggi del desiderio
- 2016: Greta Scarano - Suburra
  - Sonia Bergamasco - Quo vado?
  - Valentina Carnelutti - La pazza gioia ed Arianna
  - Piera Degli Esposti - Assolo
  - Milena Vukotic - La macchinazione
- 2017: Sabrina Ferilli - Omicidio all'italiana ex aequo Carla Signoris - Lasciati andare
  - Barbora Bobuľová - Cuori puri e Lasciami per sempre
  - Margherita Buy - Come diventare grandi nonostante i genitori e Questi giorni
  - Anna Ferruzzo - Il padre d'Italia
- 2018: Kasia Smutniak - Loro
  - Adriana Asti - Nome di donna
  - Nicoletta Braschi - Lazzaro felice
  - Anna Foglietta - Il contagio e Il premio
  - Sabrina Ferilli - The Place
- 2019: Marina Confalone - Il vizio della speranza
  - Isabella Ferrari - Euforia
  - Anna Ferzetti - Domani è un altro giorno
  - Valeria Golino - I villeggianti
  - Maria Paiato - Il testimone invisibile

### Anni 2020-2029
- 2020: Valeria Golino – 5 è il numero perfetto e Ritratto della giovane in fiamme
  - Barbara Chichiarelli – Favolacce
  - Matilde Gioli – Gli uomini d'oro
  - Benedetta Porcaroli – 18 regali
  - Alba Rohrwacher – Magari
- 2021[4][5]:Sara Serraiocco - Non odiare
  - Linda Caridi - Lacci
  - Carolina Crescentini - La bambina che non voleva cantare
  - Donatella Finocchiaro - Il delitto Mattarella
  - Raffaella Lebboroni - Cosa sarà
  - Pina Turco - Fortuna
- 2022: Luisa Ranieri – È stata la mano di Dio
  - Marina Confalone – Il silenzio grande
  - Vanessa Scalera – L'arminuta
  - Aurora Quattrocchi – Nostalgia
  - Anna Ferraioli Ravel – I fratelli De Filippo
- 2023:  Barbora Bobuľová - Il sol dell'avvenire
  - Milena Mancini - Mia
  - Sara Serraiocco - Il primo giorno della mia vita
  - Kasia Smutniak - Il colibrì
  - Lidia Vitale - Ti mangio il cuore
- 2024:  Isabella Rossellini - La chimera
  - Valentina Bellè - Lubo
  - Margherita Buy - Dieci minuti
  - Anna Ferraioli Ravel - Zamora
  - Chiara Noschese - Enea